# Kalanaur (Panjab)
Kalanaur és una ciutat i nagar panchayat al districte de Gurdaspur, al Panjab (Índia). Consta al cens de 2001 amb 12.915 habitants. Està situada a 32° 01′ N, 75° 09′ E / 32.02°N,75.15°E a la vora del riu Kiran, afluent del Ravi. La població el 1868 de 5.646, el 1881 de 4.962 i el 1901 de 5.251 habitants.

## Història
Ja existia abans del segle XIII i Firuz Shah Tughluq (1352–1388) va construir un palau a la riba del riu Kiran. En el regnat de Sayyid Mubarak Shah II (1421-1435) dominaven la zona els khokars i Jasrath Khokhar, que la va atacar dues vegades després d'un assalt fracassat a Lahore, el 1422 i 1428; Malik Sikandar va ser enviat aquesta segona vegada a la zona per rebutjar l'atac i va derrotar a Jasrath a la vora del riu Beas.
El febrer de 1556 Akbar el Gran va rebre la notícia de la mort del seu pare Humayun en aquesta ciutat, i es va instal·lar en un tron que encara es conserva a la ciutat. El 1557 encara va haver de conquerir la ciutat que havia caigut en mans de Sikander Shah Suri, i hi va residir uns mesos
Al segle XVIII amb l'inici de l'anarquia a l'imperi, fou saquejada per un cap militar maratha Banda Singh; més tard, avançat el segle, un cap militar anomenar sardar Hakikat Singh Kanhaya que dirigia la milícia anomenada Kanhaya Misl, es va apoderar de Kalanur i va formar un petit principat. El va succeir el seu fill Jaimal Singh que va estendre el seu territori fins Fatehgarh Churian. La filla de Jaimal Singh, de nom Chand Kaur, es va casar amb Kharak Singh, fill gran i hereu de Ranjit Singh, el 1812. Després la zona va ser annexionada per Ranjit Singh que la va cedir en feu a Kharak Singh i més tard va passar en feu a Diwan Dina Nath; va passar als britànics el 1849 pero Dina Nath va conservar el feu fins a la seva mort el 1857. La municipalitat es va crear el 1867.